# Cryptophagus fuscicornis
Cryptophagus fuscicornis är en skalbaggsart som beskrevs av Sturm 1845. Cryptophagus fuscicornis ingår i släktet Cryptophagus, och familjen fuktbaggar. Enligt den finländska rödlistan är arten nära hotad i Finland. Enligt den svenska rödlistan är arten sårbar i Sverige. Arten förekommer i Götaland, Svealand och Nedre Norrland. Artens livsmiljö är naturlundskogar.